# Углянское сельское поселение
Углянское сельское поселение — муниципальное образование в Верхнехавском районе Воронежской области.
Административный центр — село Углянец.
Население (по состоянию на 1 января 2023 года) — 6545 человек.

## География
Площадь поселения — 1880 га.

## Административное деление
В состав поселения входят:
- село Углянец,
- посёлок Подлесный.